# Hartspier
De hartspier is het gedeelte van het hart dat verantwoordelijk is voor de pompwerking. De wand van de hartspier is opgebouwd uit drie weefsellagen:
- het endocard; een dun glad vlies aan de binnenzijde waar het bloed langsstroomt
- het myocard; de spierlaag (dwarsgestreept spierweefsel)
- het epicard; het dunne vlies aan de buitenkant dat grenst aan het pericard (hartzakje)

De pompwerking komt voort uit een gecoördineerde contractie (samentrekking) van de spiercellen in de hartwand. Tijdens deze contractie worden de hartkamers kleiner waardoor het bloed er uit wordt geperst. De hartkleppen voorkomen dat het bloed in de verkeerde richting stroomt. Deze fase is de systole. De daarop volgende fase van ontspanning (relaxatie) is de diastole. De spiercellen worden langer en de hartkamers groter waardoor het bloed uit de boezems in de kamers stroomt.
De hartspier zelf wordt voorzien van zuurstofrijk bloed door de kransslagaders. De bloedvaten die het zuurstofarme bloed uit de hartspier wegvoeren zijn de kransaders. 
Dit proces speelt zich bij een gezonde volwassene in rust circa 60-70 keer per minuut af. Per hartslag wordt ongeveer 70 ml bloed (slagvolume) rondgepompt.